# 정년 (신라)
정년(鄭年)은 신라 말기의 무신이다. 궁복(장보고)와 함께 청해진을 지켰다. 장보고(張保皐)와 함께 당나라(唐)에 건너가 무령군(武寧軍) 소장(小將)이 되었으며 해적에게 납치된 신라 사람들을 석방시키는데 기여하였다.
당시 황해에서 날뛰던 해적들로부터 모국 신라(新羅) 사람들이 피해를 입는 것을 보고 장보고가 벼슬을 버리고 돌아가 신라 조정을 설득, 전남 완도의 청해진(靑海鎭)을 근거로 해적들을 소탕하고 서해·남해항로의 무역권을 독점하게 되자 뒤따라 귀국, 장보고를 도왔다. 귀국 후 흥덕왕조에 출사하여 좌복야(左僕射)를 지냈고, 장보고가 암살된 뒤 청해진을 지켰다.

## 생애
남해안 지역의 평민 출신으로 추정된다. 어려서 궁복(뒷날의 장보고)를 만나 그를 알게 되어 어려서부터 친하게 되었다.
신라(新羅) 때 무장(武將)으로 활쏘기에 능했고 특히 잠수술(潛水術)에 능하였다. 젊어서 단짝친구 장보고(張保皐)와 함께 당나라(唐)에 건너가 무령군(武寧軍) 소장(小將)이 되어 무예(武藝)로 이름을 떨치다가 신라인들이 당나라 해적 또는 왜국 해적에 의해 노예로 팔려오는 것을 보고 분노하여 장보고와 함께 신라인 백성들을 석방시키는데 노력하였다. 그 뒤 장보고가 귀국한 뒤에도 당나라에서 장군으로 활동하다가 귀국하였다.
826년(흥덕왕 1) 좌복야(左僕射)에 임명되었다. 그 뒤 먼저 귀국하여 청해진(淸海鎭) 대사(大使)로 있는 장보고를 찾아가 그에게 의탁하고 있었다. 이후 장보고와 함께 부친 제륭이 피살당한 뒤 청해진에 몸을 의탁한 아찬(阿燦) 김우징을 받들었다. 838년(민애왕 2) 장보고(張保皐)의 군사 5천 여명을 거느리고 아찬 김우징(金佑徵: 신무왕)을 도와 민애왕 김명(金明)의 관군을 무찌르고 신무왕(新武王)을 세우는데 공을 세웠다. 그러나 장보고가 문성왕과의 결혼 문제로, 문성왕이 보낸 자객 염장에게 암살되자 이후 혼란에 빠진 청해진(淸海鎭)을 수습하고 장보고의 뒤를 이어 계속 청해진을 지켰다.

## 정년이 등장하는 작품
- 《해신》 (2004년~2005년, KBS 배우 : 김흥수, 안재홍)

## 같이 보기
- 장보고
- 신라원
- 법화원
- 신무왕
- 문성왕
- 청해진
- 장보고의 난
- 염장
- 해신